# Красничи (племя)

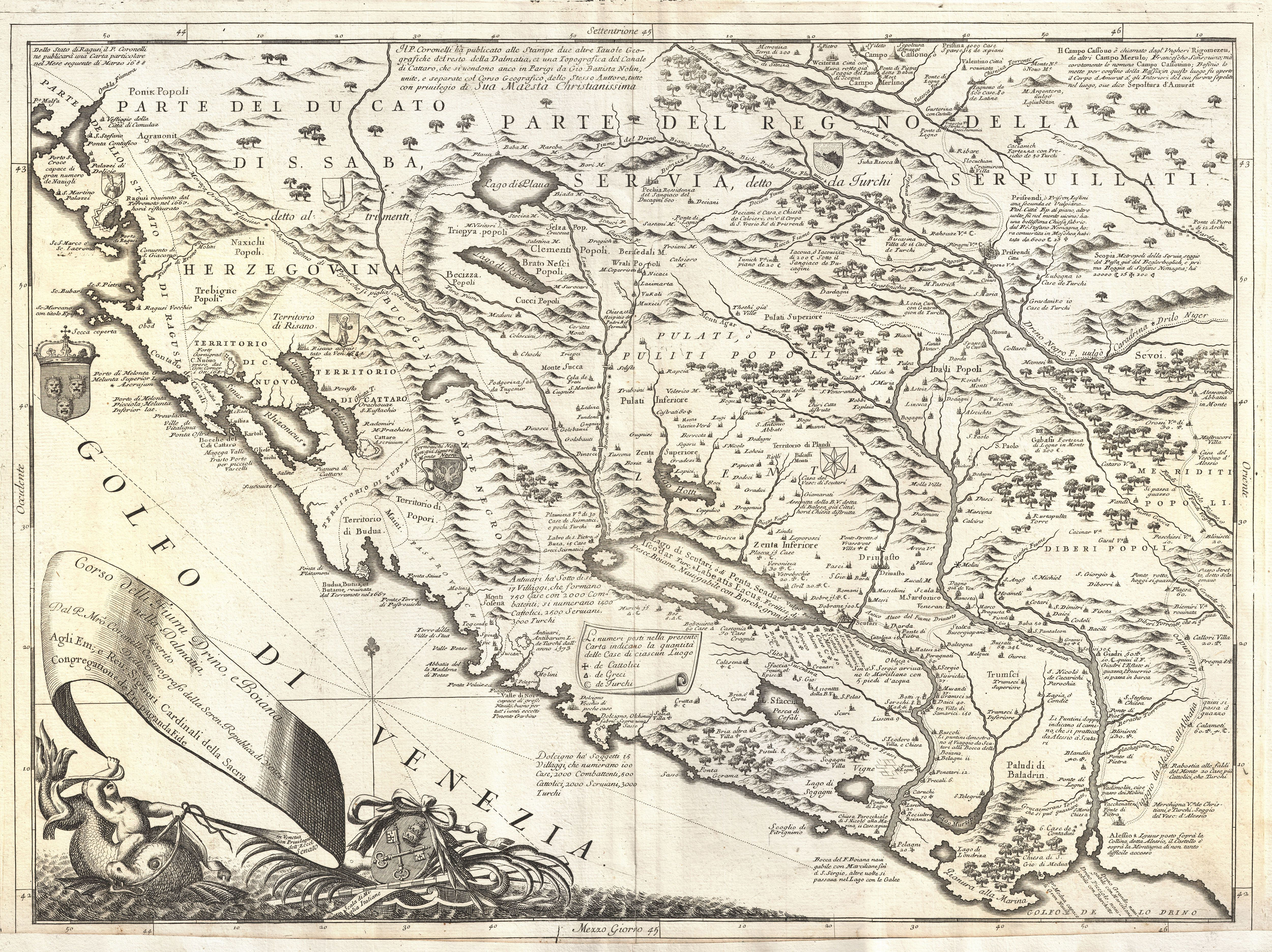
Grastenicchia Fiume (река Вальбона в районе Красничей, карта 1688 года венецианского картографа Винченцо Коронелли

Красничи (алб. Krasniqi, серб. Краснићи) — историческое албанское племя и регион в Проклетие на северо-востоке Албании, граничащий с Косово. Этот регион находится в пределах округа Тропоя и является частью более широкой области между Албанией и Косово, которая исторически известна как Малесия-э-Джаковец (нагорье Джяковица). Красничи простирается от реки Вальбона на севере до озера Фиерза на юге и включает в себя город Байрам-Цурри. Представители племени Красничи также встречаются в Косово и Северной Македонии.

## География

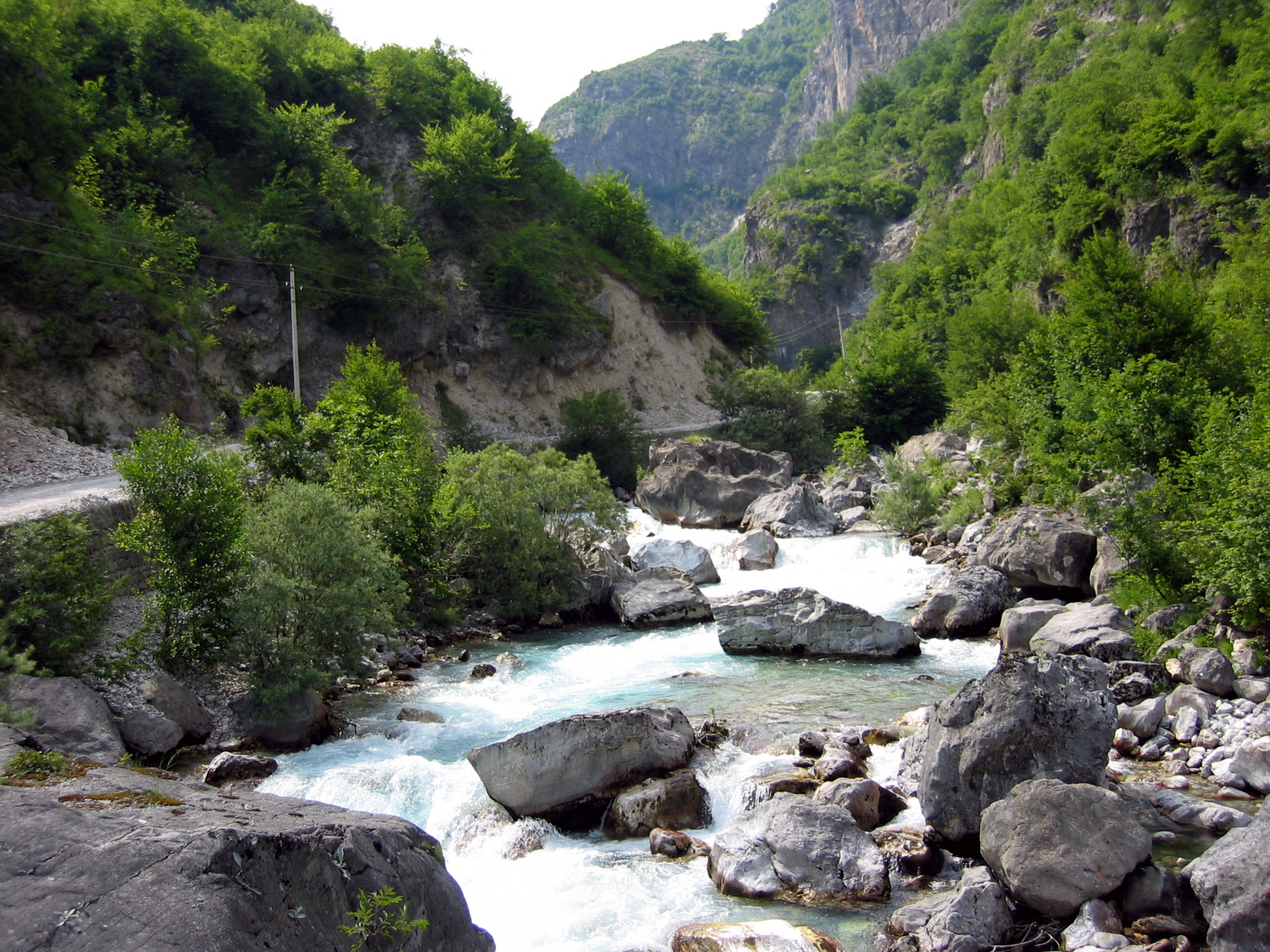
река Вальбона

Этот регион называется Краснич (Красникья на албанском языке), а его жители — Красничи. Район Красничи расположен в районе Тропоя и простирается от черногорской границы на севере до озера Фиерза на юге, от района Мертури на западе до округа Хас на востоке и включает в себя большую часть долины верхней Вальбоны. Он граничит с традиционными племенными районами Бугжони на юге, Гаши на северо-востоке, Никай-Мертур на западе и Бытичи на востоке. Основными населенными пунктами региона являются город Байрам-Цурри, Буян, Shoshan, Kocanaj, Dragobia, Bradoshnicë, Degë, Llugaj, Murataj, Margegaj, Lëkurtaj, Bunjaj.
Красничи имеют свои корни в высокогорье Джяковица, но с течением веков распространились и на соседние районы. Таким образом, сегодня многие потомки фиса Красничи находятся в пределах современного Косово, особенно в западной части (к востоку от самого Красницы), поселившись там с конца XVII века. На Черной Горе в Куманово в 1965 году в селах Гошинце, Слупчане, Алашевце (в Липково) и Руджинце (в Старо-Нагорячане) были зафиксированы потомки фиса Красничи. Есть также члены племени Красничи в деревне Морани под Скопье.

## Происхождение
Устные предания и отрывочные рассказы были собраны и интерпретированы писателями, путешествовавшими по региону в 19 веке, о ранней истории Красници. Австрийский дипломат Иоганн Георг фон Хан записал первое устное предание о происхождении Красници от католического священника по имени Гавриил в Шкодре в 1850 году. Согласно этому рассказу, первым прямым мужским предком Красничей был Кастер Кеги, сын католического албанца по имени Кег, который, спасаясь от османского завоевания, поселился в славяноязычной области, ставшей историческим Пипери, племенным регионом на территории нынешней Черногории. Его сыновья, братья Лазер Кеги (предок Хоти), Бан Кеги (предок Триепши), Меркота Кеги (предок Мрковичей) и Вас Кеги (предок Васоевичей) пришлось отказаться от село после совершения убийства местных жителей, но Кег и его младший сын Пайпер Кеги оставался там, а Пайпер Кеги стал непосредственным предком племени пипери. Имя первого предка, Кек, что в переводе с албанского означает плохой. Это имя давалось в Малесии только детям или детям из семей с очень малым количеством детей (в связи с детской смертностью). В этих семьях «уродливое» имя (i çudun) давалось как устный талисман, чтобы защитить ребенка от «сглаза» . Имя Кастер также было записано как Красно, Крас или Красто.
Название Кастер и его варианты соответствуют поселению, которое появляется в Дечанских хризобуллах 1330 года как Краставляне, а в дефтере санджака Скутари в 1485 году как Храсто. Этимология этого топонима, вероятно, происходит от славянского слова храсто (дуб). У него было десять дворов, и его главой был Петри, сын Джонимы. Один из глав семьи, Ника Гьердж Бушати, был родственником фиса Бушати . Деревни, которые позже были частью Красничей, которые появляются в дефтере 1485 года, — это Шошань (20 дворов) и Драгобия (шесть дворов). Эти деревни не были частью той же общины или той же административной единицы, что и другие племена Северной Албании и Черногории, такие как хоти или пипери, которые в то время находились в процессе своего окончательного формирования. Неясно также, каково отношение жителей этих поселений к первому историческому предку Красничей, жившему примерно 70 лет спустя.
Красничи — это фис (племя) двух разных патрилинейных предков. Большинство братств Красничей происходят из Кола Мекши, который жил в середине XVI века. После 1550 года он и его брат Нике Мекши были записаны как первые, исторические, прямые предки племен Красничи и Никай. От Колы Мекши ведут свое происхождение братства Колмекшай и их ветви. Они составляют население Шошана и Драгобии. Они также основали Брадошницу, Дегу, Кочанай, Муратай и также образуют половину деревни Маргегай. Другая половина Маргегая происходит от его основателя Марка Геги . Жители Колгечая (переименованного в Байрам-Цурри в 1957 году), Лекуртай и Бунай происходят из других братств, которые не были связаны с Колом Мекши, но позже были включены в племя.

## История

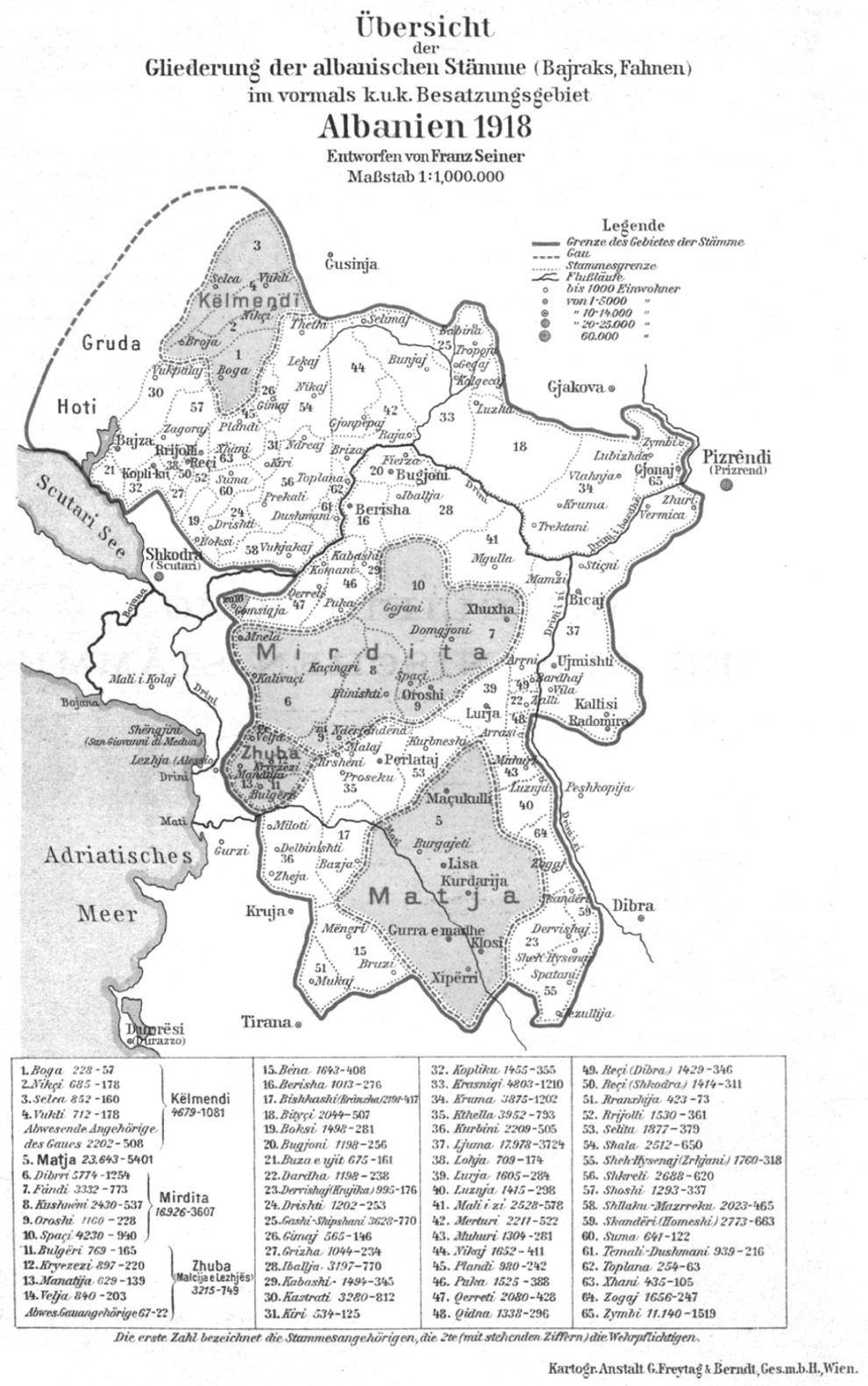
Албанские байраки по состоянию на 1918 год. Красничи помечены номером 33 на карте

Поскольку большую часть своей истории Красничей были католической общиной, ее ранняя история прослеживается через официальные отчеты католического духовенства в Ватикан. Впервые название племени было записано в 1634 году как Крастенигея в отчете католического епископа Гьерджа Барди. Четыре года спустя его племянник епископ Франг Барди проезжал через территорию Красничей и отметил, что у них есть своя церковь. В поселке Красничи на тот момент насчитывалось 60 дворов с 475 жителями. Он также отметил крайнюю нищету, в которой живут Красничи.
Тяжелые налоги против католиков и османские репрессии положили начало обращению населения в ислам в конце XVII века. Этот процесс был в основном завершен к середине XIX века, но община Красничей в городах Джяковица и Призрен и вокруг них оставалась католической. Из этих семей Красничей происходят католический архиепископ Матей Красничи и апостольский викарий Гаспер Красничи. Католики Красничи попали под австрийский культурный протекторат в конце 1760-х годов, который дал некоторую религиозную свободу католикам в Османской империи под государственной защитой Австрийской империи. Это позволило католическим приходам Джяковицы и Призрена восстановить свои церкви и школы.

## Традиции
Историческим покровителем племени является Святой Георгий, которого они все еще почитают после исламизации.

## Известные люди
- Байрам Цурри (1862—1925), албанский политик
- Шпенд Драгобия (1853—1918), революционер
- Реджеп Красничи (1906—1999), албанский депутат, министр образования и антикоммунист
- Матей Красничи (1763—1827/1829), католический архиепископ Скопье
- Гаспер Красничи (? — 1876), католический священник
- Бинак Алия (1805—1895), участник Албанского восстания 1845 года и член Призренской лиги
- Миц Соколи (1839—1881), партизан
- Хаджи Зека (1832—1902), член Призренской лиги
- Бехджет Иса Пацолли (род. 1951), бывший президент Республики Косово (февраль — апрель 2011), является президентом и генеральным директором швейцарской строительной и строительной компании Mabetex Group.
- Дах Поллошка (1800—1845), албанский повстанец
- Марк Красничи (1920—2015), косовский академик этнологии и антропологии
- Луан Красничи (род. 1971), боксер
- Шефкет Красничи (род. 1966), косовский мусульманский священнослужитель.